# Lobostemon stachydeus
Lobostemon stachydeus är en strävbladig växtart som beskrevs av Dc. Lobostemon stachydeus ingår i släktet Lobostemon och familjen strävbladiga växter. Inga underarter finns listade i Catalogue of Life.